# Langedijk

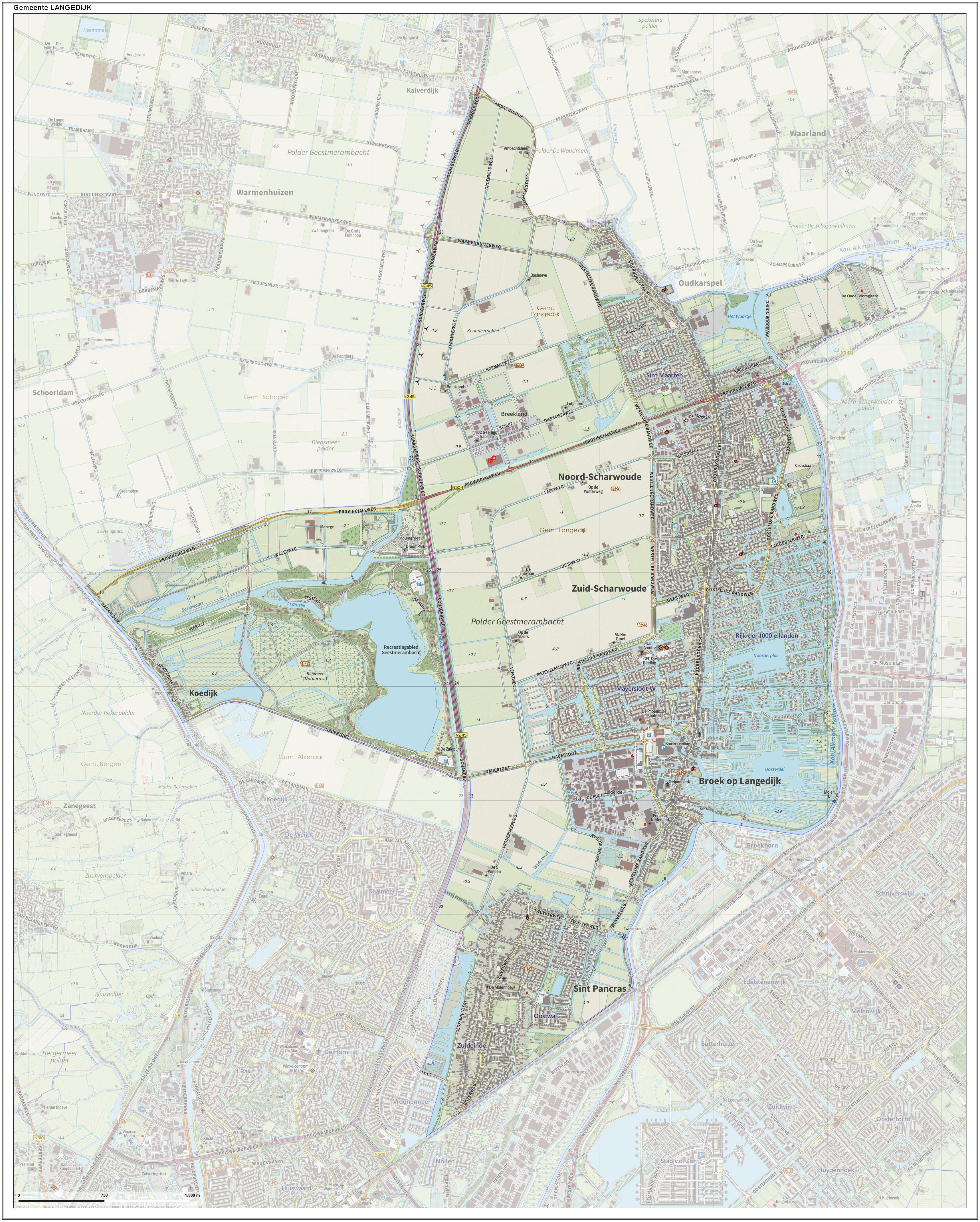
Gemeentekaart van Langedijk

Langedijk (uitspraakⓘ) was een gemeente in de regio West-Friesland in de Nederlandse provincie Noord-Holland. De gemeente maakte deel uit van de samenwerkingsregio Kennemerland. De voormalige gemeente telde zo’n 27.000 inwoners, en had een oppervlakte van 26,99 km² (waarvan 0,83 km² water).
De gemeente was per 1 augustus 1941 gevormd door samenvoeging van de gemeenten Broek op Langedijk, Noord-Scharwoude, Oudkarspel en Zuid-Scharwoude, waar in 1990 het grootste gedeelte van Sint Pancras en een gedeelte van Koedijk aan toe werden gevoegd.
De voormalige gemeente grenst bij Sint Pancras aan Alkmaar. Pal ten oosten van Langedijk ligt Heerhugowaard. In feite liggen de bebouwing van Alkmaar, Heerhugowaard en Langedijk tegen elkaar aan. Daardoor liggen de winkel-, sport-, en uitgaansmogelijkheden op korte afstand. Langedijk zelf kan gekenmerkt worden als een verstedelijkte plattelandsgemeente.
De gemeente Langedijk fuseerde op 1 januari 2022 met buurgemeente Heerhugowaard tot de nieuw gevormde gemeente Dijk en Waard.

## Stadsrechten
De dorpen Broek (Broek op Langendijk later Broek op Langedijk), Noord- en Zuid-Scharwoude en Oudkarspel verkregen in 1415 gezamenlijk stadsrechten van Willem VI graaf van Holland en Zeeland, in het kader van een bestuurlijke hervorming van het West-Friese platteland. De naam van deze 'dorpenstad' was Langedijk. De stadsrechten werden in 1426 echter ingetrokken, vanwege de steun aan Jacoba van Beieren tegen haar rivaal Philips van Bourgondië in de Hoekse en Kabeljauwse twisten.

## Geschiedenis
De naam Langedijk verwijst naar een lange dijk die van Sint Pancras naar het noorden liep, tot voorbij Oudkarspel. Over de functie van de dijk is veel te doen. Sommigen stellen dat het een waterkering is, en anderen gewoon een weg die aansloot op een andere weg die doorliep naar Schagen. In ieder geval werd het gebied waarin de dijk werd gelegd zo af en toe door de zee overstroomd. Het gebied was een combinatie van moeras en bosjes, met één (moeras)woud, ongeveer waar nu Noord-Scharwoude en Zuid-Scharwoude liggen.
Ten zuiden van de dit gebied was het dorp Vronen gelegen, dit dorp werd later, in 1287, verwoest bij een veldslag tussen de West-Friezen en de Hollanders. Uiteindelijk ontstond er een nieuw dorp, nu Sint Pancras geheten. Tussen 950 en 1000 was ten noorden van het gebied Oudkarspel ontstaan. Enige tijd later werd de dijk aangelegd. Daarna vestigden zich mensen langs de dijk en zo ontstonden Broek op Langedijk en Noord- en Zuid-Scharwoude.
Het gebied van Langedijk werd lange tijd vooral gebruikt om vee te laten grazen. Maar in de 16e eeuw brak een aantal keer veepest uit. De schade daarvan was zo groot dat men massaal overstapte op de tuinbouw. De tuinbouw van Langedijk was vooral geënt op onder meer rapen, uien en wortelen. In de 16e eeuw werden ook twee meertjes drooggemalen: de Kleimeer in 1567, en de Diepsmeer in 1595. De Kleimeer is nu een natuurgebied. Er zijn nog twee molens over van de droogmaling van het Geestmerambacht, de molen in Broek op Langedijk en de Twuyvermolen in Sint Pancras.
Langedijk en vooral het dorp Sint Pancras waren in 1573 betrokken bij het door de katholieke Spanjaarden begonnen Beleg van Alkmaar, tijdens de Tachtigjarige Oorlog. Sint Pancras was toen bezet door duizenden huurlingen. Dit duurde tot en met 8 oktober; op die dag gaven de Spanjaarden uiteindelijk het beleg op.
In 1793 woedde er in Broek op Langedijk een grote brand. Hierbij gingen meer dan 40 huizen verloren rondom de Nederlands Hervormde kerk. Zes jaar later werd de kerk door de Fransen gebruikt als paardenstal, omdat het in het niets was gelegen, tijdens de Bataafse Revolutie/Frans-Bataafse tijd. De oorlog veroorzaakte in Langedijk veel schade. Zo werden in Oudkarspel het Regthuis en het kasteel van de ambachtsheer stukgeschoten. Na de oorlog werd het Regthuis herbouwd en in Broek op Langedijk werden huizen en gebouwen, waaronder een school en herberg, herbouwd. Het Regthuis in Oudkarspel is tegenwoordig een museum en de zetel van de stichting Langedijker Verleden.
De stad of stede was in die periode wel uit elkaar gehaald in gemeentelijke zin; alle dorpen waren nu geheel zelfstandige gemeenten. Op 1 augustus 1941, dus tijdens de Tweede Wereldoorlog, werden de vier gemeenten Broek op Langedijk, Oudkarspel, Noord- en Zuid-Scharwoude samengevoegd tot de nieuwe gemeente Langedijk. Tijdens de oorlog zouden in de gemeente zesentwintig mensen zijn omgekomen door het oorlogsgeweld. Voor hen en voor de Indië- en Koreastrijders werd in 1957 een monument opgericht, monument De Stier, te vinden Noord-Scharwoude. Ook in Sint Pancras staat een monument. Dit herdenkt twintig Nederlandse gevangenen die er werden gefusilleerd in het voorjaar van 1945.
Na de oorlog groeiden de vier dorpen van Langedijk uit van in elkaar lopende kleine dorpen met eromheen veel tuinbouwgebied naar een geheel samengesmolten kern. Net als de meeste samengesmolten kernen van na de Tweede Wereldoorlog bleef het gevoel en uiterlijk van aparte dorpen wel aanwezig. In 1990 werd de gemeente Sint Pancras (met een deel van Koedijk) toegevoegd aan de gemeente Langedijk, waarmee de huidige gemeente is ontstaan.
In 1994 besloten de gemeenten Heerhugowaard, Alkmaar en Langedijk te gaan samenwerken onder de naam HAL. Voor Langedijk betekende dit vooral dat er meer huizen werden gebouwd en de vier dorpen nog verder samengesmolten zijn. Sint Pancras ligt nog wel los van de rest, in het zuiden loopt het over in de stad Alkmaar. En Koedijk ligt nog meer vast aan de stad Alkmaar.

## Plaatsen binnen de voormalige gemeente
- Broek op Langedijk
- Koedijk (gedeeltelijk)
- Noord-Scharwoude
- Oudkarspel
- Sint Pancras
- Zuid-Scharwoude (gemeentehuis)

## Evenementen en recreatie
In 1980 werden in Langedijk de Negen Eeuwen Feesten gevierd, vanwege de negen eeuwen bestaande benaming Langedijk. Uit dit feest ontstonden twee inmiddels traditionele feesten in de gemeente, de Beddenrace in Noord-Scharwoude en elke derde zaterdag van augustus de Langedoikermarkt, in Broek op Langedijk.
Andere evenementen in de gemeente zijn onder andere de Nazomerfeesten van Sint Pancras en de Gondelvaart in Koedijk. Ook is de jaarlijks terugkerende "Zuid-Scharwouder" kermis een groot evenement in het dorp en in de regio. In het derde weekend van September loopt het dorp 3 dagen lang uit om dit te vieren.
In Langedijk ligt het natuur- en recreatiegebied Geestmerambacht, bestaande uit onder meer het water De Zomerdel en natuurgebied de Kleimeer. Sinds 2001 wordt hier ook elk jaar een muziekfestival georganiseerd, het Indian Summer Festival. Grote namen als Anouk, Kane, Within Temptation, Fedde le Grand, en BLØF traden al op tijdens dit openluchtfestival.

## Bezienswaardigheden
Bezienswaardig is de neogotische Sint-Jan de Doperkerk in Noord-Scharwoude. De kerk, ontworpen door architect P.J. Bekkers, werd voltooid in 1906, en ingewijd op 28 april 1907.
De gemeente Langedijk is bekend om de cultuurhistorische agrarische en waterrijke omgeving. Tuinbouw, met name koolteelt, vond plaats op vele kleine eilanden. De gemeente werd het rijk der duizend eilanden genoemd. Na de verkaveling is een klein deel behouden gebleven in het Oosterdelgebied. Herkenbaar is ook de authentieke lintstructuur van de dorpen. De moderne woonwijken aan de buitenzijden van het lint zijn harmonieus in verband gehouden met het bestaande dorpse karakter. De geschiedenis van tuinbouw in het gebied is te zien in het museum Broeker veiling in Broek op Langedijk.
Monumenten: De Stier in Noord-Scharwoude voor gesneuvelden tijdens de Tweede Wereldoorlog, en een monument in Sint-Pancras voor twintig Nederlandse gevangenen die er werden gefusilleerd in het voorjaar van 1945.

## Zetelverdeling gemeenteraad
Hieronder staat de samenstelling van de gemeenteraad van 1998 t/m 2021:
| Lokaal Dijk en Waard    | -  | -  | -  | -  | -  | -  | 7  |
| CDA                     | 6  | 5  | 4  | 3  | 2  | 3  | 3  |
| VVD                     | 5  | 4  | 3  | 4  | 4  | 4  | 4  |
| Kleurrijk Langedijk     | -  | -  | 5  | 4  | 3  | 2  | -  |
| Hart voor Langedijk-D66 | -  | 5  | 2  | 2  | 3  | 2  | -  |
| PvdA                    | 3  | 2  | 4  | 2  | 1  | 1  | 1  |
| GroenLinks              | 1  | 2  | 2  | 2  | 2  | 2  | 2  |
| ChristenUnie            | 1  | 1  | 1  | 1  | 1  | 1  | 1  |
| Dorpsbelang Langedijk   | -  | -  | -  | 3  | 5  | 4  | -  |
| Senioren Langedijk      | -  | -  | -  | -  | -  | 2  | 2  |
| Langedijker Belang      | 2  | -  | -  | -  | -  | -  | -  |
| D66                     | 1  | -  | -  | -  | -  | -  | 1  |
| Totaal                  | 19 | 19 | 21 | 21 | 21 | 21 | 21 |